# 찰스 머레이

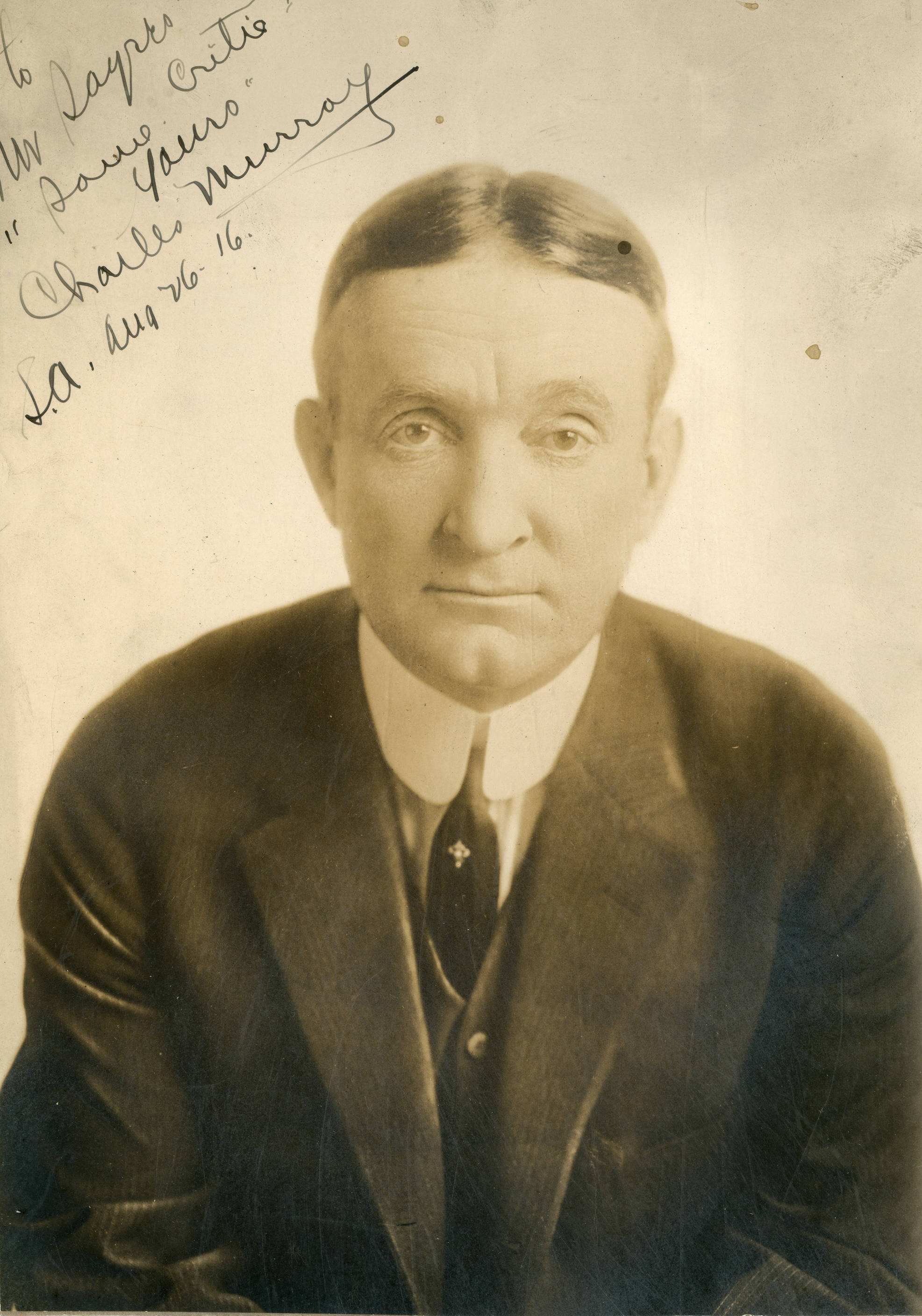

찰스 머레이(Charles Murray, 1872년 6월 22일 ~ 1941년 7월 29일)는 미국의 배우, 영화배우이다.
로스앤젤레스에서 사망하였다. 사인은 폐렴이다.

## 도서
- 출근하기 전에는 몰랐던 것들
- The Curmudgeon's Guide to Getting Ahead
- In Pursuit : Of Happiness and Good Government
- Losing Ground: American Social Policy, 1950-1980